# Volailles des Landes
Les volailles des Landes sont l'un des fleurons de l'élevage et de la gastronomie en Aquitaine et en Gascogne.

## Label rouge et IGP

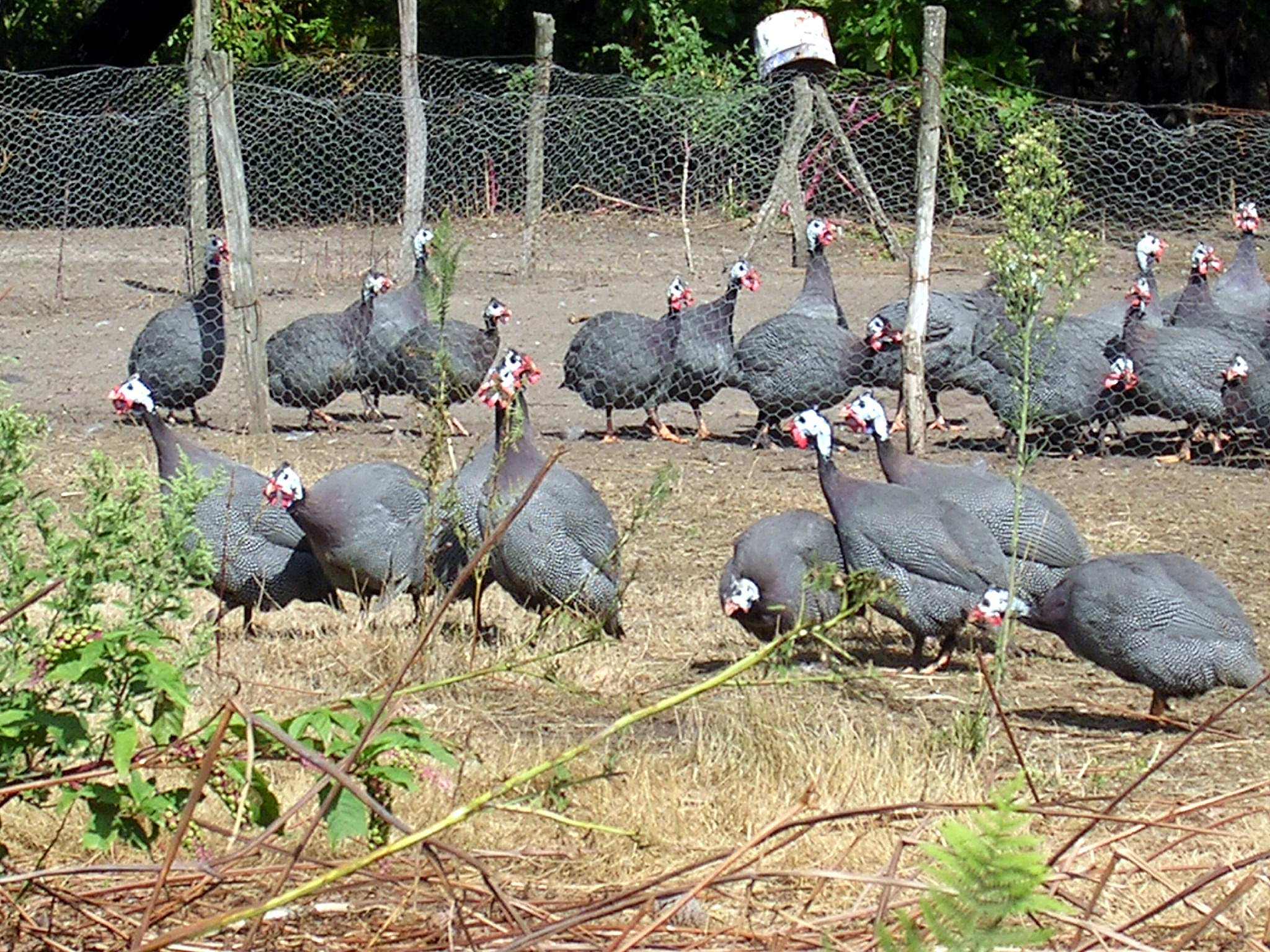
Élevage de pintades fermières à Bascons

Cette qualité a justifié l'octroi en 1965 du premier Label rouge en France sous l'appellation « volailles fermières des Landes » et de l'Indication géographique protégée « Volailles des Landes » le 12 juin 1996.

## Présentation
L’élevage de volailles dans le sud ouest de la France remonte au VIIIe siècle, après son introduction par les Espagnols, et s’est développé au cours des XVIIIe et XIXe siècles. L’arrivée de la culture du maïs dans la région a renforcé le développement de l’élevage fermier de volailles. L'IGP « Volailles des Landes » concerne des communes des départements des Landes, de Gironde et de Lot-et-Garonne.
Certaines clauses du cahier des charges de l'IGP peuvent faire l'objet d'une suspension temporaire pour des motifs sanitaires, comme en novembre 2023 afin de lutter contre la propagation du virus influenza aviaire hautement pathogène (IAHP).

## Gastronomie
L'INAO n'accorde son label qu'à « des volailles des Landes issues de carcasses ou découpes de volailles à chair ferme et présentant des qualités organoleptiques supérieures, abattues à un âge proche de la maturité sexuelle. ». 

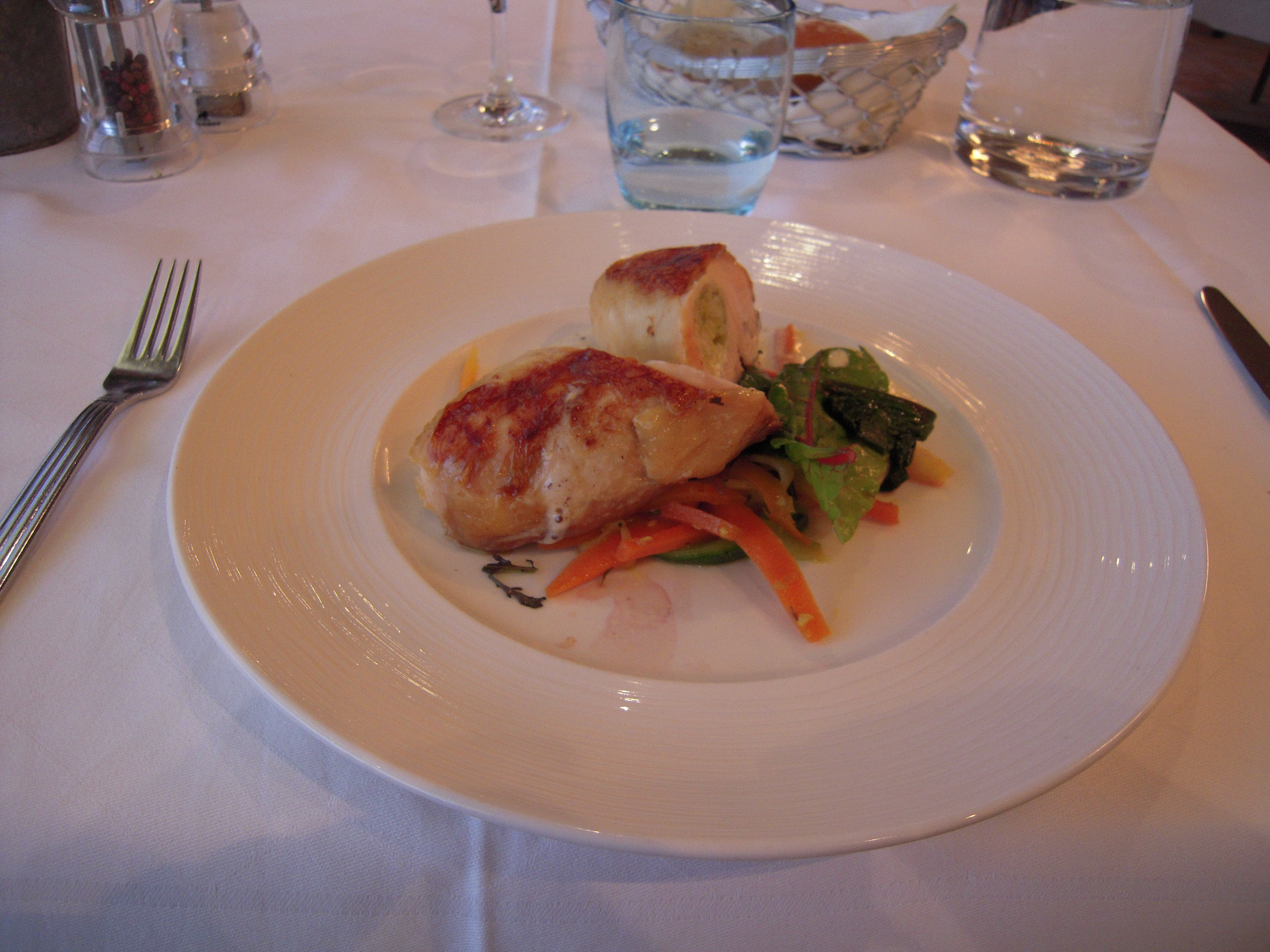
Blanc de volaille des Landes
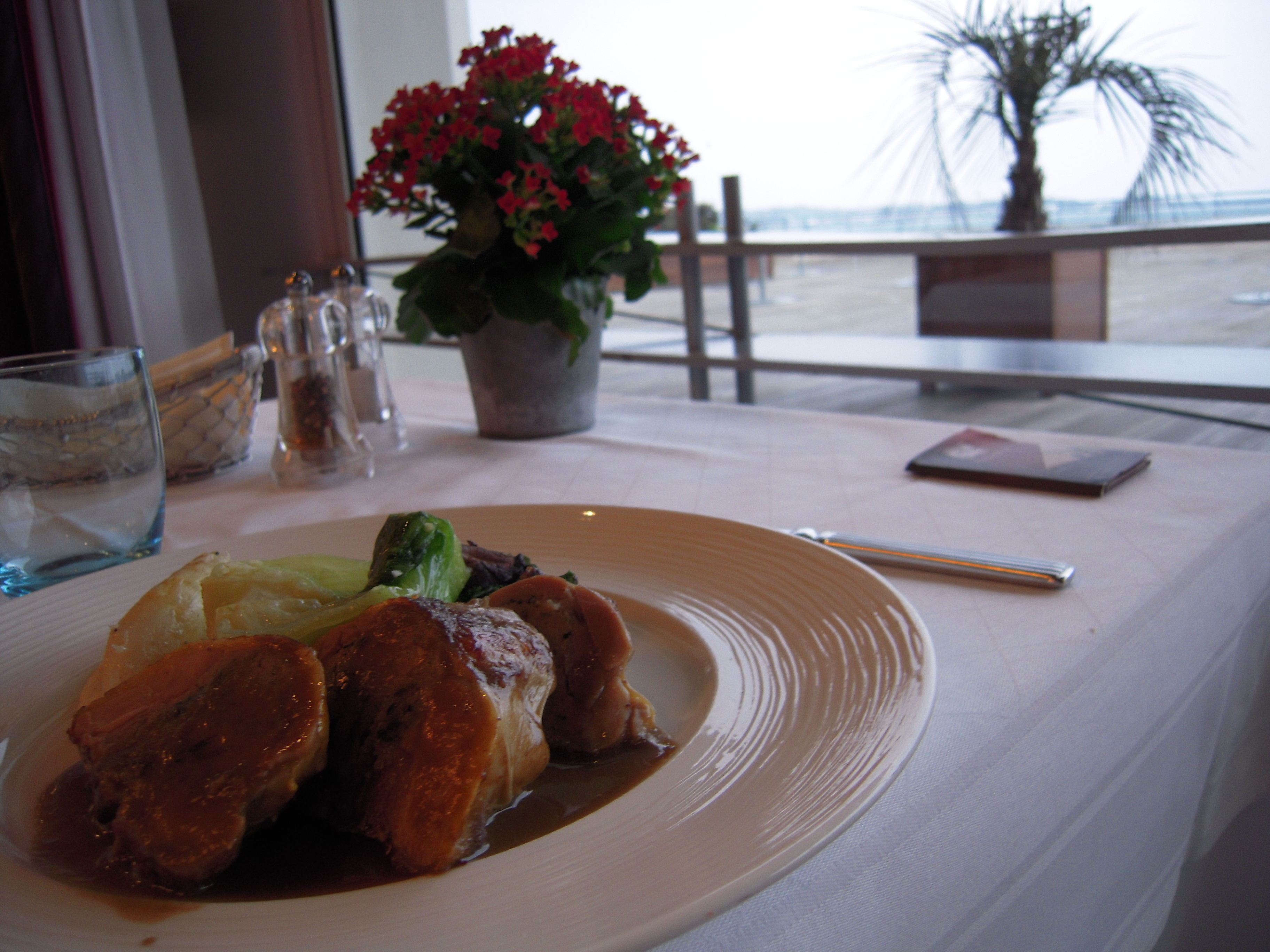
Pintade des Landes farcie aux cèpes